# До побачення, літо...
«До побачення, літо…» («До свидания, лето…») — радянський телефільм 1980 року, знятий режисером Алістером Бітоном на Держтелерадіо СРСР і BBC TV.

## Сюжет
Навчально-видовий телефільм, виробництва Держтелерадіо СРСР та BBC TV для англомовних глядачів, які вивчають російську мову.

## У ролях
- В'ячеслав Багачов — Віктор Попов
- Галина Веневітінова — Ольга Крилова
- Галина Мікеладзе — Наталія Суворова
- Любов Соколова — бабуся Юри
- Марина Трошина — Людмила
- В'ячеслав Баранов — Саша Крилов
- Іван Савкін — Крилов, батько Ольги та Саші
- Клавдія Козльонкова — Крилова, мати Ольги та Саші
- Сергій Мартинов — Юра
- Ірина Шилкіна — Таня
- Галина Комарова — вахтерка
- Борис Борисович — іноземний турист
- Алла Пугачова — «Минуле літо», «Мені подобається», «Все можуть королі».
- Булат Окуджава — «Пісенька про Арбат», «Пісенька шарманника…»

## Знімальна група
- Режисер — Алістер Бітон
- Оператор — Вадим Новицький